# Ambohimandroso (Ambalavao)
Ambohimandroso è una città e comune del Madagascar situata nel distretto di Ambalavao, regione di Haute Matsiatra. 
La popolazione del comune rilevata nel censimento 2001 era pari a 12 036 unità.